# Juegos de las Islas de 1997
Los Juegos de las Islas en su VII edición se celebraron en Jersey, entre el 14 de junio y el 28 de junio de 1997. En ellos participaron 20 islas miembros, que compitieron en 15 modalidades deportivas.

## Medallero
| Medallero | Medallero           | Medallero | Medallero | Medallero | Medallero |
| Platz     | Isla(s)             | O         | P         | B         | Total     |
| --------- | ------------------- | --------- | --------- | --------- | --------- |
| 1         | Jersey              | 75        | 47        | 48        | 170       |
| 2         | Isla de Wight       | 22        | 14        | 14        | 50        |
| 3         | Åland               | 20        | 13        | 8         | 41        |
| 4         | Guernsey            | 18        | 39        | 39        | 96        |
| 5         | Gotland             | 14        | 9         | 16        | 39        |
| 6         | Isla de Man         | 13        | 26        | 20        | 59        |
| 7         | Saaremaa            | 8         | 7         | 8         | 23        |
| 8         | Islas Feroe         | 5         | 10        | 22        | 37        |
| 9         | Shetland            | 3         | 5         | 6         | 14        |
| 10        | Órcadas             | 3         | 1         | 3         | 7         |
| 11        | Anglesey (Ynys Môn) | 2         | 3         | 9         | 14        |
| 12        | Gibraltar           | 2         | 1         | 2         | 5         |
| 13        | Groenlandia         | 2         | 1         | 1         | 4         |
| 14        | Islas Malvinas      | 0         | 2         | 5         | 9         |
| 15        | Alderney            | 0         | 1         | 0         | 6         |
| 16        | Islandia            | 0         | 0         | 1         | 2         |
| -         | Santa Helena        | 0         | 0         | 0         | 0         |
| -         | Frøya               | 0         | 0         | 0         | 0         |
| -         | Hitra               | 0         | 0         | 0         | 0         |
| -         | Sark                | 0         | 0         | 0         | 0         |

## Deportes
| - Bádminton - ver resultados - Tiro con arco - ver resultados - Tenis de mesa - ver resultados (enlace roto disponible en Internet Archive; véase el historial, la primera versión y la última). - Windsurf - ver resultados - Vóleibol - ver resultados | - Gimnasia - ver resultados - Fútbol - ver resultados - Atletismo - ver resultados - Golf - ver resultados - Baloncesto - ver resultados (enlace roto disponible en Internet Archive; véase el historial, la primera versión y la última). | - Ciclismo - ver resultados - Natación - ver resultados - Tenis - ver resultados - Tiro olímpico - ver resultados - Vela - ver resultados |